# Tessuto a rete
Il tessuto a rete è un tessuto trasparente realizzato su speciali telaio Jacquard o telaio raschel, che presenta una superficie a reticolo composta da celle molto piccole ottenute da una serie di fili d’ordito, molto sottili e distanziati (fili dritti) che vengono avvolti e agganciati da una serie di fili sinuosi, disposti obliquamente rispetto a essi (fili di giro). Le celle possono essere rotonde, quadrate o romboidali, Esagonali, Ottagonali etc.
Tra le reti si distinguono la bobbinet (tessuto a maglia esagonale di piccolo-medio peso) e il malines (finissima rete a forma di losanghe, prodotto nell'omonima città belga delle Fiandre).

## Sviluppo della struttura
Nei manufatti antichi la rete veniva eseguita con lo sprang, particolare lavorazione di orditi paralleli tesi, divisi tra pari e dispari, intersecati da una serie di bacchette di legno, che facilitavano la torsione dei fili. Con la tecnica sprang Egiziani e Peruviani realizzavano copricapi,  borse e reticelle. Tecnicamente, oggi il tessuto a rete assomiglia a una garza a giro inglese, ottenuta sempre con l’uso di fili di giro, inseriti in apposite maglie, con una particolare montatura del telaio. Ne deriva un intreccio molto aperto, che lascia trasparire la luce e definisce una texture rarefatta, ma resistente e stabile. Con intreccio a rete possono essere realizzati anche una serie di tessuti ornamentali, prodotti in pezza o in bordura, che inglobano nel filo di costruzione perline di vetro, di plastica, cannette, couvette e paillettes, di vario spessore anche piuttosto distanziate tra loro.
Altri tessuti traforati a rete sono realizzati con la tecnica dell’incisione a raggio Laser, anche su basi plastificate, resinate o scamosciate effetto daino.
La prevalenza dei tessuti a rete trova impiego come complemento nell'abbigliamento e negli accessori, anche se la struttura necessita di particolari accortezze nella cucitura, con rinforzi nei punti di maggiore tensione.